# Lina Bettucci
Lina Bettucci Rossi (Buenos Aires, 23 de septiembre de 1940) es una bióloga argentina que ha desempeñado gran parte de su carrera en Uruguay. El tema central de su investigación se encuentra dentro del área de la micología o estudio de los hongos.

## Biografía

### Formación académica
Bettucci nació en Buenos Aires en 1940. Se trasladó a tierras uruguayas para realizar su formación profesional, obteniendo una Licenciatura en Ciencias Biológicas en la Universidad de la República en 1971. En 1983 obtuvo un Doctorado en Microbiología de Suelos en la Universidad de Nancy en Francia.

### Carrera
Interesada principalmente en la micología y la fitopatología, realizó proyectos de investigación y ofició como docente de Biología Vegetal y Botánica en la Universidad de la República. En su estancia en tierras francesas, ofició también como docente e investigadora en el Departamento de Criptogamia en el Museo Nacional de Historia Natural de Francia. Otras instituciones en las que se ha desempeñado como tutora o investigadora incluyen la Universidad de París-Sur, la Universidad de Buenos Aires y la Universidad Autónoma Metropolitana de México.
Ligada en el papel de investigadora a instituciones como el Programa de Desarrollo de las Ciencias Básicas (PEDEClBA) y la Agencia Nacional de Investigación e Innovación (ANII), Bettucci ha publicado más de cincuenta artículos de investigación y colaboró con un capítulo del libro Traditional and new microscopy techniques applied to the study of microscopic fungi included in amber (Técnicas de microscopía tradicionales y nuevas aplicadas al estudio de hongos microscópicos incluidos en el ámbar) en 2010.